# São Vicente Ferrer (kommun i Brasilien, Maranhão)
São Vicente Ferrer är en kommun i Brasilien.   Den ligger i delstaten Maranhão, i den nordöstra delen av landet, 1 500 km norr om huvudstaden Brasília. Antalet invånare är 20 870.
Omgivningarna runt São Vicente Ferrer är huvudsakligen savann. Runt São Vicente Ferrer är det ganska glesbefolkat, med 34 invånare per kvadratkilometer.